# トヨタモビリティ富山 山中千尋 いつだって T-TIME
『トヨタモビリティ富山 山中千尋 いつだって T-TIME』（トヨタモビリティとやまやまなかちひろいつだってティータイム）は、2013年から、平日17:45-18:00に放送されている、富山エフエム放送（FMとやま）のジャズピアニスト・山中千尋のラジオコラム番組。
番組は基本的には山中のモノローグで、アメリカ合衆国・ニューヨークを拠点に世界的に活躍するピアニストの山中が、これまでの人生経験や、演奏家・音楽家・歌手などとの交流、思い出に残る1曲、ニューヨークライフを含むプライベートなどについて語っている。2020年の新型コロナウィルス蔓延前までは、山中が拠点としているニューヨークか、帰国時には富山のスタジオでまとめて収録していたが、コロナ感染拡大以後は山中の東京にある実家でのリモート収録となることが多い。
番組開始～2020年12月31日までは、『富山トヨタpresents 山中千尋 いつだってT-TIME』（とやまトヨタプレゼンツやまなかちひろいつだってティータイム）の表題だったが、2021年1月1日にトヨタ自動車の富山県内の主要ディーラーであった、富山トヨタ自動車、富山トヨペット、ネッツトヨタノヴェルとやまの3社が合併し、新会社「トヨタモビリティ富山」が発足したのに伴い、協賛スポンサーも新会社に引き継ぎ、現在のタイトルに変更された。
タイトルについては、2021年11月2日放送の中で、「富山トヨタ→トヨタモビリティ富山に協賛していただいているのと、鈴木いづみさんのエッセイに、『いつだってティータイム』があり、それをよく読破していたことから、そこから拝命した」との説明があった。
番組後半はジャズのレコード・CDを1曲掛けるが、必ず週2回程度（概ね火曜日・金曜日。ニューアルバムの発売や、富山でのコンサートがある場合、直近の1-2週程度はほぼ連日）は山中自身が演奏したピアノ演奏を放送している。
また同番組は、月-木曜日は開始当初から2020年3月までは、『RADIO JAM』、2020年4月から2022年9月までは『PASSION (ラジオ番組)』、2022年10月から現在は『ヨリミチトソラ』にそれぞれフロート番組（コーナー番組）として内包されており、金曜日に限り単独番組として扱われている。なお月-木曜のフロート番組であっても、radikoタイムフリー配信でこの箇所を抜き取って聞けるように、17:45丁度から放送を開始、またテーブル上も別番組扱いにするなどの配慮をしている。
2022年4月1日放送をもって10周年を迎えるにあたり、9月19日に富山市のコンサートホール「オルビス」で記念コンサートが、また9月18日には記念特番がFMとやまアーバンスタジオ（サテライトスタジオ）から、垣田文子との対談形式で放送された。